# 78431 Kemble
78431 Kemble este un asteroid din centura principală de asteroizi.

## Descriere
78431 Kemble este un asteroid din centura principală de asteroizi. A fost descoperit pe 16 august 2002 la Observatorul Palomar de Andrew Lowe. Asteroidul prezintă o orbită caracterizată de o semiaxă mare de 2,44 ua, o excentricitate de 0,15 și o înclinație de 3,0° în raport cu ecliptica.

## Denumire
Asteroidul 78431 a fost denumit în onoarea părintelui Lucian J. Kemble (1922–1999), un călugăr franciscan și astronom amator, care le-a dat numele său unor asterisme (trei la număr), îndeosebi cascadei lui Kemble din constelația Girafa.